# Trung tâm Cảnh báo Bão Liên hợp
Trung tâm Cảnh báo Bão Liên hợp (tiếng Anh: Joint Typhoon Warning Center, viết tắt là JTWC) là lực lượng liên hợp giữa Hải quân Hoa Kỳ và Không quân Hoa Kỳ, đóng tại Trân Châu Cảng, Hawaii. JTWC chịu trách nhiệm về việc ban hành cảnh báo bão nhiệt đới ở Tây Bắc Thái Bình Dương, Nam Thái Bình Dương và Ấn Độ Dương vì lợi ích của Bộ Quốc phòng Hoa Kỳ cũng như của các công dân Mỹ và Micronesia trong khu vực thuộc phạm vi chịu trách nhiệm của họ. JTWC cung ứng dịch vụ hỗ trợ cho tất cả các nhánh của Bộ Quốc phòng và các cơ quan chính phủ khác của Hoa Kỳ. Dịch vụ của họ chủ yếu nhằm mục đích bảo vệ tàu chiến và khí cụ bay cũng như các căn cứ quân sự hoạt động liên hợp với các quốc gia khác trên thế giới.